# Мери Тофт
Мери Тофт (рођ. Денјер; крштена 21. фебруара 1703 – јануар 1763), такође позната и као Тофтс, била је енглеска жена из Годалмингa, Сари, која је 1726. године постала предмет значајне контроверзе када је преварила лекаре да поверују да је родила зечеве.
Године 1726, Тофт је затруднела, али је након наводне фасцинације призором зеца доживела побачај. Њена тврдња да је родила различите животињске делове привукла је пажњу Џона Хауарда, локалног хирурга, који је истражио случај. Он је породио неколико комада животињског меса и о томе обавестио друге истакнуте лекаре, што је довело случај до Натанијела Сент Андреа, хирурга у Краљевском домаћинству краља Џорџа I. Сент Андре је закључио да је случај Мери Тофт аутентичан, али је краљ послао и хирурга Сиријакуса Алерса, који је остао скептичан. До тада већ прилично позната, Тофт је доведена у Лондон где је детаљно проучавана; под интензивним надзором и без нових зечева, признала је превару, коју је организовала њена породица, и касније је затворена.
Настало јавно исмевање изазвало је панику у медицинској професији и уништило каријере неколико угледних хирурга. Афера је више пута сатирично приказана, а посебно се истакао сликар-сатиричар и друштвени критичар Вилијам Хогарт, који је био изразито критичан према лаковерности медицинске струке. Тофт је на крају пуштена без оптужбе и вратила се кући. Скандал је имао дуготрајан утицај на поверење јавности у медицину, доприносећи широко распрострањеном скептицизму у погледу компетентности и етике лекара тог доба.

## Извештај
Прича је први пут дошла до јавности крајем октобра 1726. године, када су извештаји почели да стижу у Лондон. Један извештај се појавио у Mist's Weekly Journal 19. новембра 1726. године:
Из Гилфорда стиже чудна, али добро потврђена вест. Да је сиромашна жена која живи у Годалмину, близу тог града, пре отприлике месец дана порођена од стране господина Џона Хауарда, угледног хирурга и акушера, и на свет донела створење налик зецу, али чије су срце и плућа расла изван стомака. Пре око 14 дана, иста особа ју је породила са савршеним зецом, а неколико дана касније са још четири; а у петак, суботу и недељу, 4, 5. и 6. овог месеца, по једног сваког дана: укупно девет, сви су умрли при доласку на свет. Жена се заклела да је пре два месеца, док је радила на пољу са другим женама, наишла на зеца, који је бежао од њих, а оне су га јуриле, али безуспешно. То је у њој изазвало такву чежњу за њим, да је она (будући да је била трудна) осетила мучнину и побацила, и од тада није могла да престане да мисли на зечеве. Људи се, ипак, много разилазе у мишљењу о овој ствари, неки их сматрају великим куриозитетима, погодним за представљање Краљевском друштву, итд., док су други љути због извештаја и кажу да, ако је то чињеница, требало би је прекрити велом, као несавршеност људске природе.— Weekly Journal, 19. новембар 1726.
'Сиромашна жена', Мери Тофт, имала је двадесет четири или двадесет пет година. Крштена је као Мери Денјер 21. фебруара 1703. године, као ћерка Џона и Џејн Денјер. Године 1720. удала се за Џошуу Тофта, калфу сукнара, и заједно су имали троје деце: Мери, Ен и Џејмса. Као енглеска сељанка из 18. века, околности су налагале да, када је 1726. поново затруднела, настави да ради на пољу. Жалила се на болне компликације у раној трудноћи и почетком августа избацила је неколико комада меса, један „велик као моја рука“. Ово је можда био резултат абнормалности у развоју плаценте, што би изазвало престанак развоја ембриона и избацивање крвних угрушака и меса. Тофт је почела да се порађа 27. септембра. Позвана је њена сусетка, која је гледала како избацује неколико животињских делова. Сусетка је затим показала комаде њеној мајци и свекрви, Ен Тофт, која је у тадашњим извештајима о афери именована као локална бабица, иако није била званично уписана у парохијски регистар нити на списак жена које су добиле бискупску лиценцу. Могуће је да је Ен, која је имала дванаесторо деце, незванично помагала локалним сиромашнијим женама при порођају на основу свог знања и искуства. Ен Тофт је послала месо Џону Хауарду, акушеру из Гилфорда са тридесетогодишњим искуством.
У почетку, Хауард је одбацио идеју да је Тофт родила животињске делове, али је следећег дана, упркос резервама, отишао да је види. Ен Тофт му је показала још комада од претходне ноћи, али приликом прегледа Мери, није пронашао ништа. Када је Мери поново почела да се порађа, наводно рађајући још неколико животињских делова, Хауард се вратио да настави истрагу. Према тадашњем извештају од 9. новембра, током наредних неколико дана породио је „три ноге шарене мачке и једну ногу зеца: црева су била као мачја и у њима су била три комада кичме од јегуље... Претпоставља се да су мачје шапе настале у њеној машти од мачке коју је волела и која је ноћу спавала на кревету.” Тофт се наводно поново разболела и током наредних дана родила још комада зеца. Како је прича постајала све познатија, 4. новембра Хенри Давенант, члан двора краља Џорџа I, отишао је да се лично увери шта се дешава. Прегледао је узорке које је Хауард сакупио и вратио се у Лондон, наводно као верник. Хауард је преместио Тофт у Гилфорд, где је понудио да порађа зечеве у присуству свакога ко сумња у њену причу. Нека од писама која је писао Давенанту да га обавести о напретку случаја дошла су до пажње Натанијела Сент Андреа, швајцарског хирурга у Краљевском домаћинству од 1723. године. Сент Андре ће касније детаљно описати садржај једног од ових писама у свом памфлету, Кратак наратив о изванредном порођају зечева (1727):
ГОСПОДИНЕ,
Откако сам Вам писао, узео сам или породио сироту жену са још три зеца, сва три полу-одрасла, један од њих је смеђи зец; последњи је скакао двадесет и три сата у материци пре него што је умро. Чим је једанаести зец извађен, почео је да скаче дванаести, који сада скаче. Ако имате неку радозналу особу која би желела да дође брзо, може видети још једног како скаче у њеној материци, и узећу га од ње ако жели; што ће бити велика сатисфакција за радознале. Да је била трудна, остало би јој још само десет дана до порођаја, тако да не знам колико зечева може бити иза; довео сам жену у Гилфорд ради боље удобности.
Ја сам, ГОСПОДИНЕ, Ваш понизни слуга,

ЏОН ХАУАРД.

## Истрага
До средине новембра, британска краљевска породица је била толико заинтересована за причу да су послали Сент Андреа и Семјуела Молиноа, секретара принца од Велса, да истраже. Очигледно, нису били разочарани; стигавши 15. новембра, Хауард их је одвео да виде Тофт, која је у року од неколико сати родила труп зеца. Извештај Сент Андреа детаљно описује његов преглед зеца. Да би проверио да ли је удисао ваздух, ставио је комад његовог плућа у воду да види да ли ће плутати — што се и догодило. Сент Андре је затим обавио медицински преглед Тофт и закључио да су зечеви узгајани у њеним јајоводима.
У одсуству лекара, Тофт је касније тог дана наводно родила труп још једног зеца, који су обојица такође прегледали. Поново су се вратили те вечери и затекли Тофт како поново има насилне контракције. Уследио је још један медицински преглед, и Сент Андре је породио нешто зечје коже, а неколико минута касније и главу зеца. Оба човека су прегледала избачене комаде меса, приметивши да неки подсећају на делове тела мачке.
Фасциниран, краљ је затим послао хирурга Сиријакуса Алерса у Гилфорд. Алерс је стигао 20. новембра и затекао Тофт без икаквих знакова трудноће. Можда је већ сумњао да је афера превара и приметио је да Тофт изгледа као да притиска колена и бутине заједно, као да спречава да нешто „испадне“. Сматрао је да је и понашање Хауарда подједнако сумњиво, јер му бабица није дозволила да помогне при порођају зечева — иако Алерс није био акушер и у ранијем покушају је очигледно нанео Тофт значајан бол. Уверен да је афера превара, слагао је, рекавши учесницима да верује у причу Тофт, пре него што се извинио и вратио у Лондон, поневши са собом узорке зечева. Након детаљнијег проучавања, наводно је пронашао доказе да су сечени инструментом који је направио човек, и приметио комаде сламе и зрневља у њиховом измету.
Дана 21. новембра Алерс је известио о својим налазима краља, а касније и „неколико особа од значаја и угледа“. Хауард је следећег дана писао Алерсу, тражећи повратак својих узорака. Алерсове сумње почеле су да брину и Хауарда и Сент Андреа, а очигледно и краља, пошто су два дана касније Сент Андре и његов колега добили наређење да се врате у Гилфорд. По доласку су се састали са Хауардом, који је рекао Сент Андреу да је Тофт родила још два зеца. Родила је неколико делова нечега што се претпостављало да је плацента, али је до тада била прилично болесна и патила од сталног бола у десној страни стомака.
У превентивном потезу против Алерса, Сент Андре је прикупио изјаве од неколико сведока, које су у суштини довеле у питање Алерсову искреност, и 26. новембра одржао анатомску демонстрацију пред краљем како би подржао причу Тофт. Према његовом памфлету, ни Сент Андре ни Молино нису сумњали у било какву превару.
Краљ је наредио Сент Андреу да се врати у Гилфорд и доведе Тофт у Лондон, како би се могла спровести даља истрага. Пратио га је Ричард Менингам, познати акушер који је 1721. добио титулу витеза, и други син Томаса Менингама, бискупа из Чичестера. Прегледао је Тофт и установио да је десна страна њеног стомака благо увећана. Менингам је такође породио нешто што је мислио да је свињска бешика — иако се Сент Андре и Хауард нису сложили са његовом идентификацијом — али је постао сумњичав јер је мирисало на урин. Ипак, сви укључени су се сложили да ништа не говоре у јавности и по повратку у Лондон 29. новембра сместили су Тофт у Лејсијево јавно купатило (бањио) на Лестер Филдсу.

## Испитивање
Штампана у раним данима новинарства, прича је постала национална сензација, иако су неке публикације биле скептичне, а Norwich Gazette је аферу сматрала обичним женским оговарањем. Зечији паприкаш и динстани зец нестали су са трпеза, док су, колико год прича звучала невероватно, многи лекари осећали потребу да лично виде Тофт. Политички писац Џон Херви касније је рекао свом пријатељу Хенрију Фоксу:
Свако створење у граду, и мушкарци и жене, отишло је да је види и пипне: стални покрети, звуци и тутњава у њеном стомаку су нешто невероватно; сви угледни лекари, хирурзи и бабице у Лондону су тамо даноноћно да пазе на њен следећи производ.— Џон Херви, 2. барон Херви, 
Под строгим надзором Сент Андреа, Тофт су проучавали бројни угледни лекари и хирурзи, укључујући Џона Мобреја. У свом делу The Female Physician, Мобреј је предложио да жене могу родити створење које је назвао сутеркин. Био је заговорник материнског утиска, широко распрострањеног веровања да на зачеће и трудноћу могу утицати снови или призори мајке, и упозоравао је труднице да превелика блискост са кућним љубимцима може довести до тога да њихова деца личе на те љубимце. Наводно је био срећан што присуствује случају Тофт, задовољан што се чинило да њен случај потврђује његове теорије, али је акушер Џејмс Даглас, попут Менингама, претпостављао да је афера превара и, упркос поновљеним позивима Сент Андреа, држао се подаље.
Даглас је био један од најугледнијих анатома у земљи и познати акушер, док се за Сент Андреа често сматрало да је члан двора само због способности да говори краљев матерњи немачки језик. Сент Андре је стога очајнички желео да обојица присуствују; након доласка Џорџа I на престо, Виговци су постали доминантна политичка фракција, а Менингамове и Дагласове виговске везе и медицинско знање могли су подићи његов статус и као лекара и као филозофа. Даглас је сматрао да је жена која рађа зечеве вероватна колико и зец који рађа људско дете, али је упркос скептицизму отишао да је види. Када га је Менингам обавестио о сумњивој свињској бешици, и након што је прегледао Тофт, одбио је да се упусти у расправу са Сент Андреом о томе:
Да би се одредило, на задовољство и убеђење свих врста људи, били су потребни другачији аргументи од оних које анатомија или било која друга грана медицине може пружити. О томе већина људи нису судије. Стога је за мене било несумњиво врло природно да пожелим да људи одложе даље доношење суда на кратко време, док се не донесу докази о превари какве су захтевали.— Џејмс Даглас
Под сталним надзором, Тофт је неколико пута имала трудове, али безуспешно.

## Признање
Превара је откривена мање од недељу дана касније, 4. децембра. Томас Онслоу, 2. барон Онслоу, започео је сопствену истрагу и открио да је током последњих месец дана муж Мери Тофт, Џошуа, куповао младе зечеве. Уверен да има довољно доказа, у писму лекару сер Хансу Слоуну написао је да је афера „готово узбунила Енглеску“ и да ће ускоро објавити своја открића. Истог дана, Томас Хауард, носач у бањиу, признао је мировном судији сер Томасу Кларџесу да га је подмитила снаја Мери Тофт, Маргарет, да убаци зеца у њену собу. Када је ухапшена и испитивана, Мери је негирала оптужбу, док је Маргарет, под Дагласовим испитивањем, тврдила да је зеца набавила само за јело.
Рекла сам својој сестри да сам послала по зеца и замолила је да га да носачу да га однесе, што је моја сестра и учинила, рекавши да не би желела да се то сазна ни за 1000 фунти.— Мери Тофт
Менингам је прегледао Тофт и мислио је да нешто остаје у шупљини њене материце, па је успешно убедио Кларџеса да јој дозволи да остане у бањиу. Даглас, који је до тада посетио Тофт, испитивао ју је три или четири пута, сваки пут по неколико сати. Након неколико дана оваквог третмана, Менингам је запретио да ће извести болну операцију на њој, и 7. децембра, у присуству Менингама, Дагласа, Џона Монтагуа и Фредерика Калверта, Тофт је коначно признала. Након побачаја, док је њен грлић материце био проходан, саучесник јој је у материцу убацио канџе и тело мачке, као и главу зеца. Такође су измислили причу у којој је Тофт тврдила да се током трудноће, док је радила на пољу, уплашила зеца и од тада постала опседнута њима. За касније порођаје, делови животиња су убацивани у њену вагину. Поново под притиском Менингама и Дагласа (који је и забележио њено признање), дала је додатно признање 8. децембра и још једно 9. децембра, пре него што је послата у затвор Тотхил Филдс Брајдвел, оптужена по статуту Едварда III као „одвратна варалица и преваранткиња“. У својим ранијим, необјављеним признањима, за целу аферу је кривила низ других учесника, од своје свекрве до Џона Хауарда. Такође је тврдила да јој је једна путујућа жена рекла како да убаци зечеве у своје тело и како ће јој таква шема обезбедити да „никада неће оскудевати док год је жива“. British Journal је известио да се 7. јануара 1727. појавила пред судом у Вестминстеру, оптужена „да је одвратна варалица и преваранткиња у претварању да је родила неколико monstruoznih порођаја“. Маргарет Тофт је остала непоколебљива и одбила је даље коментаре. Mist's Weekly Journal од 24. децембра 1726. известио је да је „медицинска сестра испитана у вези са особама које су биле умешане, али је или била држана у мраку у погледу преваре, или није вољна да открије шта зна; јер се од ње ништа не може добити; тако да њена одлучност шокира друге“.

## Последице

### Каснији живот Мери Тофт
Дана 7. јануара 1727. Џон Хауард и Мери Тофт појавили су се пред судом, где је Хауард кажњен са 800 фунти. Вратио се у Сари и наставио са својом праксом, а умро је 1755.
Гомиле људи су месецима наводно опседале затвор Тотхил Филдс Брајдвел, надајући се да ће видети сада већ озлоглашену Тофт. До тада се прилично разболела, а док је била у затвору, њен портрет је нацртао Џон Лагер. На крају је пуштена 8. априла 1727, јер није било јасно за шта би требало да буде оптужена. Породица Тофт није имала никакве користи од афере, а Мери Тофт се вратила у Сари. У фебруару 1728. (забележено као 1727. по старом стилу), родила је ћерку, Елизабет, која је у парохијском регистру Годалминга забележена као њено „прво дете након њеног наводног рађања зечева“. Мало се зна о каснијем животу Мери Тофт. Накратко се поново појавила 1740. када је била затворена због примања украдене робе. Умрла је 1763, а њена читуља је објављена у лондонским новинама поред читуља аристократа. Сахрањена је у Годалмингу 13. јануара 1763.

### Утицај на медицинску професију
Након преваре, лаковерност медицинске професије постала је мета великог јавног исмевања. Вилијам Хогарт је објавио Cunicularii, или Мудраци из Годалмина на консултацијама (1726), који приказује Тофт у трудовима, окружену главним учесницима приче. Фигура „F“ је Тофт, „E“ је њен муж. „A“ је Сент Андре, а „D“ је Хауард. У делу Дениса Тода Три лика у Хогартовом Cunicularii-ју и неке импликације, аутор закључује да је фигура „G“ снаја Мери Тофт, Маргарет Тофт. Признање Тофт од 7. децембра показује њено инсистирање да њена снаја није учествовала у превари, али Менингамов Тачан дневник онога што је примећено током пажљивог надзора над Мери Тофт, наводном узгајивачицом зечева из Годалмина у Сарију из 1726. нуди сведочење очевица о њеној саучесништву. Хогартова графика није била једина слика која је исмевала аферу — Џорџ Верту је објавио Чудо из Сарија, а Лекари у трудовима, или нови хир у Гилфорду (12 плоча), летак објављен 1727. који сатирично приказује Сент Андреа, такође је био популаран у то време.
Тајминг признања Тофт показао се незгодним (и несрећним) за Сент Андреа, који је 3. децембра објавио свој памфлет од четрдесет страна Кратак наратив о изванредном порођају зечева. На овом документу хирург је ставио на коцку своју репутацију, и иако нуди емпиријскији приказ случаја Тофт од ранијих, маштовитијих публикација о репродукцији уопште, на крају је био исмејан. Алерс, чији је скептицизам био оправдан, објавио је Нека запажања о жени из Годалмина у Сарију, која детаљно описују његов приказ догађаја и његову сумњу у саучесништво и Сент Андреа и Хауарда. Сент Андре је повукао своје ставове 9. децембра 1726. Године 1729, након смрти Семјуела Молиноа, оженио се његовом удовицом, Елизабет. Ово није много импресионирало његове колеге. Молиноов рођак га је оптужио за тровање, оптужбу од које се Сент Андре бранио тужбом за клевету, али су каријере Сент Андреа и његове жене биле трајно оштећене. Елизабет је изгубила своју службу код краљице Каролине, а Сент Андре је био јавно понижен на двору. Живећи од значајног богатства Елизабет, повукли су се на село, где је Сент Андре умро 1776, у 96. години. Менингам, очајнички желећи да се оправда, објавио је дневник својих запажања о Мери Тофт, заједно са приказом њеног признања преваре, 12. децембра. У њему је сугерисао да је Дагласа преварила Тофт, а забринут за свој имиџ, Даглас је одговорио објављивањем сопственог приказа.Rhodes, Philip; Harrison, B. (септембар 2004). „Manningham, Sir Richard (bap. 1685, d. 1759)”. Oxford Dictionary of National Biography (на језику: енглески) (Online изд.). doi:10.1093/ref:odnb/17982. Приступљено 28. јун 2009.</ref> Користећи псеудоним „Љубитељ истине и учења“, Даглас је 1727. такође објавио Рашчлањени сутеркин. Писмо Мобреју, Даглас је био оштро критичан према његовој теорији о сутеркину, називајући је „пуком фикцијом вашег [Мобрејевог] мозга“. Штета нанета медицинској професији била је таква да су се неколико лекара који нису били повезани са причом осећали примораним да објаве изјаве да нису веровали у причу Тофт.
Случај су противници Роберта Волпола наводили као симбол доба, које су доживљавали као похлепно, корумпирано и преварантско. Један аутор, пишући љубавници принца од Велса, сугерисао је да је прича политички предзнак предстојеће смрти принчевог оца. Дана 7. јануара 1727. Mist's Weekly Journal је сатирично обрадио ствар, правећи неколико алузија на политичке промене и поредећи аферу са догађајима из 1641. када је Парламент започео своју револуцију против краља Чарлса I. Скандал је писцима са Граб стрита пружио довољно материјала за производњу памфлета, сатира, летака и балада током неколико месеци. Са публикацијама као што су Побачај Сент Андреа (1727) и Рашчлањени анатом: или бабица фино доведена у кревет (1727), сатиричари су исмевали објективност бабица, а критичари пратилаца Тофт доводили су у питање њихов интегритет, поткопавајући њихову професију сексуалним каламбурима и алузијама. Случај је покренуо питања о статусу Енглеске као „просвећене“ нације — Волтер је искористио случај у свом кратком есеју Singularités de la nature да опише како су протестантски Енглези још увек били под утицајем незналачке Цркве.

### Наслеђе
Тофт није избегла гнев сатиричара, који су се углавном концентрисали на сексуалне инсинуације. Неки су искористили уобичајену реч из 18. века за зечји траг — „prick“ — а други су били скатолошке природе. Међутим, Много буке ни око чега; или, Једноставно побијање свега што је написано или речено о жени-зечици из Годалмина (1727) једна је од најоштријих сатира на рачун Тофт. Документ се представља као исповест „Веселе Тафт“, „...у њеном сопственом стилу и правопису“. Исмевајући њену неписменост, даје низ опсцених сугестија које алудирају на њен промискуитет — „Ја бејах жена с великим природним даровима и великим капацитетом, способна да будем укључена у дубоке смицалице.“ Документ такође исмева неколико лекара укључених у аферу и одражава општи став сатиричара да је Тофт била слаба жена и најмање крива од „преступника“ (без обзира на њену кривицу). Ово је у супротности са ставом који је о њој изражаван пре него што је превара откривена и може указивати на општу стратегију потпуног обеснаживања Тофт. Ово се огледа у једној од најзначајнијих сатира о афери, анонимној сатиричној балади Александра Поупа и Вилијама Пултнија Откриће; или, Штитоноша претворен у ласицу. Објављена 1726. и усмерена на Семјуела Молиноа, римује „hare“ (зец) са „hair“ (коса), и „money“ (новац) са „conney“ (зец).
Шаблон:Цитат песме
Године 2019, Декстер Палмер је написао Mary Toft; or the Rabbit Queen. У роману, Тофт је злостављана од стране свог мужа. Још један роман, Mary and the Rabbit Dream Ноеми Киш-Деаки, објављен је 2024. Ова књига такође садржи фикционализовани приказ живота Тофт. Тофт је приказана саосећајно као очајна жена која се суочава са тешкоћама. Писац за The Spectator описао је ове књиге као доказ да нас „гротескна прича Мери Тофт и даље очарава“.